# El último grumete de la Baquedano
El último grumete de la Baquedano es una novela del escritor chileno Francisco Coloane, publicada en 1941, que llevó a la fama a su creador. Hasta hoy, conforma parte de la literatura obligatoria otorgada por el Ministerio de Educación de Chile para la Educación básica. La novela, aun así, se trasciende a sí misma y por ello también puede ser disfrutada por adultos.
Un año antes de su publicación, había ganado un concurso de novelas infantiles organizado por la Sociedad de Escritores de Chile y patrocinado por la editorial Zig-Zag. 
Fue llevada al cine como El último grumete por el director Jorge López en 1983.

## Capítulos
- I. ¡Rumbo al sur!
- II. Primera noche
- III. ¡El último grumete!
- IV. ¡Tres bultos a estribor!
- V. El fantasma del "Leonora"
- VI. Tempestad mar afuera
- VII. La caza de ballenas
- VIII. Los alacalufes
- IX. De Punta Arenas a "la tumba del diablo"
- X. Detrás de los témpanos
- XI. "El Paraíso de las Nutrias"
- XII. "La avestruz del mar"
- XIII. De regreso
- XIV. La locura de Escobedo